# Лунка-Брадулуй
Лунка-Брадулуй (рум. Lunca Bradului) — село у повіті Муреш в Румунії. Адміністративний центр комуни Лунка-Брадулуй.
Село розташоване на відстані 290 км на північ від Бухареста, 62 км на північний схід від Тиргу-Муреша, 116 км на схід від Клуж-Напоки, 149 км на північ від Брашова.

## Населення
За даними перепису населення 2002 року у селі проживали 1530 осіб.
Національний склад населення села:
| Національність | Кількість осіб | Відсоток |
| -------------- | -------------- | -------- |
| румуни         | 1177           | 76,9%    |
| угорці         | 298            | 19,5%    |
| цигани         | 55             | 3,6%     |

Рідною мовою назвали:
| Мова      | Кількість осіб | Відсоток |
| --------- | -------------- | -------- |
| румунська | 1233           | 80,6%    |
| угорська  | 297            | 19,4%    |